# نیکولا بوریسوف
نیکولا بوریسوف (انگلیسی: Nikola Borisov؛ زادهٔ ۲۱ نوامبر ۲۰۰۰) بازیکن فوتبال است.
وی همچنین در تیم‌های ملی فوتبال زیر 18 سال و زیر 19 سال بلغارستان بازی کرده است.